# Après l'amour (film, 1931)
Pour les articles homonymes, voir Après l'amour.
Pour plus de détails, voir Fiche technique et Distribution.
Après l'amour est un film français réalisé par Léonce Perret et sorti en 1931.

## Synopsis
Un homme mûr, trompé par sa femme, a une maîtresse. Celle-ci meurt en couches de son enfant. Sa propre femme vient aussi d'accoucher, mais il sait que l'enfant n'est pas le sien. Il échange alors les bébés.
Plus tard, il fait adopter par sa femme un autre enfant, en fait son fils à elle...

## Fiche technique
- Titre original : Après l'amour
- Réalisation : Léonce Perret
- Assistant : Pierre Caron
- Scénario : Léonce Perret,
d'après la pièce de Pierre Wolff et Henri Duvernois
- Photographie : Victor Arménise
- Musique de Ralph Erwin
Paroles de René Pujol et Charles-Louis Pothier
- Production : Bernard Natan, Émile Natan
- Société de production : Pathé-Natan
- Société de distribution : Pathé-Natan
- Pays d’origine :  France
- Langue originale : français
- Format : Noir et blanc — 35 mm — 1,20:1 —  Son mono
- Genre : drame
- Durée : 73 minutes
- Date de sortie : 
  - France : 4 décembre 1931

## Distribution
- Gaby Morlay : Germaine
- Victor Francen : Pierre Meyran
- Tania Fédor : Madame Meyran
- Nadine Picard : Madame Stivié
- Jacques Varennes : Robert Fournier
- Jean Joffre : Ferrand
- Henri Richard : Mertelet
- Raymond Guérin-Catelain : Gérard
- Jean Borelli : Le fils de Pierre et Germaine
- Jacqueline Brizard : Trèfle
- Laurette Fleury
- Jean Bara : Le fils de Madame Meyran

## Autour du film
- Ce film fera l'objet d'un remake en 1948 : "Après l'amour", un film de Maurice Tourneur, avec Pierre Blanchar, Simone Renant et Gisèle Pascal